# Bélédougou
Beledougou o Bélédougou (francès) fou un antic regne bambara i regió històrica de Mali. El nom significa en bambara "País de la grava".
El territori és sec i es troba en la transició entre el Sahel i el Sudan humit; els seus habitants eren agricultors bambares. El seu territori correspon a la moderna regió maliana de Koulikoro, principalment els cercles de Kolokani, Koulikoro i Banamba i part del cercle de Nara. La regió era animista i l'animisme hi va persistir encara després de la desaparició de l'Imperi Bambara. En un mapa francès de finals del segle xix el Bélédougou limita al nord amb Mercoïa; a l'oest amb Foiladougou i Birgo; al sud amb Finedougou; al sud-est amb el Níger (fins a la regió de Bamako); i a l'est amb Meguetana (a l'est de Bamako), Nossomboigou (zona del riu Kodiala) i Koumi.
Els francesos hi van entrar per primer cop el 1881. Al sortir de Kita la columna francesa dirigida per Joseph Gallieni, va entrar al Bélédougou (maig) que llavors era un estat bambara qui s'estenia entre el massís de Kita i el Níger. Sabedors que els francesos anaven a Ségou per oferir regals a Ahmadu, els béléris, tribu de bambares, van acollir el destacament amb malfiança i mostrant-se cada cop més hostils. El 5 de maig a Guissoumélé només van donar queviures a canvi de visites gratuïtes del metge de l'expedició (de nom Bayol); el dia 6, a Ouoloni, el cap local va refusar aportar guies i van esclatar aldarulls entre els habitants i la rereguarda francesa; l'endemà la columna va haver d'acampar al bosc, i el dia 8 se'ls va prohibir entrar a Guinina, protegida per gent armada; els indígenes, alertats per un possible botí, s'havien reunit en nombre de més de 2000. L'11 de maig la columna va arribar a Dio a uns 5 km del Níger. Al sortir d'aquesta població la columna fou traïda pel guia que la va portar a un lloc de selva espessa on fou atacada pels bambares. La columna va abandonar el comboi a mans dels indígenes i es va obrir pas a través dels grups bambares fins a arribar al Níger seguits a 200 metres per guerrers béléris; les baixes foren de 38 homes morts i 16 ferits; no disposaven ni de municions, ni queviures ni medicaments. Gallieni va poder arribar a Bamako.
El 1915 fou teatre d'una revolta contra l'allistament forçós practicat pels francesos, sota la direcció de Koumi Diosse Traore.